# Episodi di Law & Order - Unità vittime speciali (ventunesima stagione)
La ventunesima stagione della serie televisiva Law & Order - Unità vittime speciali, composta da 20 episodi, è stata trasmessa in prima visione negli Stati Uniti d'America da NBC dal 26 settembre 2019  al 23 aprile 2020.
Il 13 marzo 2020 la produzione è stata sospesa a causa della pandemia di COVID-19. Di conseguenza, rispetto ai ventiquattro episodi ordinati, il ventesimo episodio rappresenta il finale di stagione .
In Italia, la stagione è stata come di consueto divisa in due parti, entrambe trasmesse su Premium Crime: la prima è andata in onda dal 13 marzo  al 29 maggio 2020, la seconda parte è andata in onda dal 23 ottobre all'11 dicembre 2020.
Inizialmente, a causa dell'emergenza COVID-19, la trasmissione aveva subìto un ritardo rispetto alla programmazione originale. Infatti, a partire dal decimo episodio, ne era stata annunciata la trasmissione in lingua originale con sottotitoli , ma nel frattempo, con la ripresa dell'attività di doppiaggio, gli episodi sono stati regolarmente trasmessi in lingua italiana. 
In chiaro la stagione è andata in onda su Top Crime  dal 27 gennaio  al 31 marzo 2021 .
| nº | Titolo originale             | Titolo italiano                         | Prima TV USA      | Prima TV Italia  |
| -- | ---------------------------- | --------------------------------------- | ----------------- | ---------------- |
| 1  | I'm Going To Make You a Star | Farò di te una star                     | 26 settembre 2019 | 13 marzo 2020    |
| 2  | The Darkest Journey Home     | Un brutto ritorno a casa                | 3 ottobre 2019    | 20 marzo 2020    |
| 3  | Down Low in Hell's Kitchen   | Giù nella cucina del diavolo            | 10 ottobre 2019   | 27 marzo 2020    |
| 4  | The Burden of Our Choices    | Il fardello delle nostre scelte         | 17 ottobre 2019   | 3 aprile 2020    |
| 5  | At Midnight in Manhattan     | Mezzanotte a Manhattan                  | 24 ottobre 2019   | 10 aprile 2020   |
| 6  | Murdered at a Bad Address    | Ucciso all'indirizzo sbagliato          | 31 ottobre 2019   | 17 aprile 2020   |
| 7  | Counselor, It’s Chinatown    | Avvocato, è Chinatown                   | 7 novembre 2019   | 24 aprile 2020   |
| 8  | We Dream of Machine Elves    | Il sogno degli Elfi Meccanici           | 14 novembre 2019  | 1º maggio 2020   |
| 9  | Can’t be Held Accountable    | Non può essere dichiarato colpevole (1) | 21 novembre 2019  | 8 maggio 2020    |
| 10 | Must be Held Accountable     | Dev'essere ritenuto colpevole (2)       | 9 gennaio 2020    | 15 maggio 2020   |
| 11 | She Paints for Vengeance     | Dipinge per vendetta                    | 16 gennaio 2020   | 22 maggio 2020   |
| 12 | The Longest Night of Rain    | Una lunga notte di pioggia              | 30 gennaio 2020   | 29 maggio 2020   |
| 13 | Redemption in Her Corner     | Redenzione sul ring                     | 6 febbraio 2020   | 23 ottobre 2020  |
| 14 | I Deserve Some Loving Too    | Dammi un po' d'amore in cambio          | 13 febbraio 2020  | 30 ottobre 2020  |
| 15 | Swimming with the Sharks     | Nuotando con gli squali                 | 20 febbraio 2020  | 6 novembre 2020  |
| 16 | Eternal Relief From Pain     | Eterno sollievo dal dolore              | 27 febbraio 2020  | 13 novembre 2020 |
| 17 | Dance, Lies and Video Tape   | Balli, bugie e filmati                  | 26 marzo 2020     | 20 novembre 2020 |
| 18 | Garland's Baptism by Fire    | Il battesimo del fuoco di Garland       | 2 aprile 2020     | 27 novembre 2020 |
| 19 | Solving for the Unknowns     | Equazione con incognite                 | 16 aprile 2020    | 4 dicembre 2020  |
| 20 | The Things we Have to Lose   | Ciò che abbiamo da perdere              | 23 aprile 2020    | 11 dicembre 2020 |

## Farò di te una star
- Titolo originale: I'm Going To Make You a Star
- Diretto da: Norberto Barba
- Scritto da: Warren Leight, Peter Blauner

### Trama
Carisi viene nominato nuovo viceprocuratore distrettuale dell'Unità vittime speciali. Nel frattempo Pilar, una giovane aspirante attrice, fa un provino in ufficio con un produttore televisivo, Sir Tobias Moore detto Toby. Dopo un paio di prove Toby le ordina di togliersi il vestito per avere la parte dopodiché la scena si oscura.
Pilar denuncia Tobias per abusi sessuali all'Unità vittime speciali. La polizia manda Pilar con un registratore nascosto a incontrare di nuovo Toby. Nonostante la registrazione, la Procura si rifiuta di concedere un mandato di arresto per Toby in quanto nella registrazione il produttore ammette di essere stato da solo con Pilar nella stanza dei provini, ma non di averla abusata e accusa Pilar di mentire per estorcergli denaro.
Allora Benson va a parlare con Toby, fingendo di credere alla sua versione e chiedendo informazioni sull'accaduto, ma il produttore non si tradisce.
Successivamente l'avvocato di Toby si presenta all'Unità vittime speciali e rimprovera Benson per aver interrogato il suo cliente senza averlo informato di essere al centro di un'indagine di polizia, ma consegna a Benson una chiavetta USB con le videoregistrazioni degli ultimi cinque provini di Toby, fra cui quello di Pilar.
L'Unità rintraccia e interroga le altre quattro ragazze che confermano abusi sessuali e/o stupri da parte di Toby, ma tutte loro si rifiutano di testimoniare, alcune per paura, altre per accordi di riservatezza firmati con il produttore. Un'altra ragazza, Gemma, denuncia spontaneamente di aver subito uno stupro da parte di Toby cinque anni fa e forti della sua accusa arrestano il produttore.
Ma il suo avvocato riesce a far scarcerare Toby perché l'arresto è avvenuto senza il consenso della Procura. Il giorno dopo, Gemma comunica in televisione che ha avuto una relazione clandestina, ma consensuale con Toby per cinque anni, distruggendo tutto il lavoro dell'Unità.
Durante la dichiarazione di Gemma (che avviene nello stesso ufficio dove Pilar aveva subito gli abusi), Carisi nota che Toby ha cambiato il divano del suo ufficio. Grazie a questo dettaglio, l'Unità ottiene i video di sorveglianza dell'edificio dove si vede chiaramente che Toby fa cambiare gli arredi del suo ufficio subito dopo la fuga di Pilar, con la collaborazione della sua assistente Cindy che viene interrogata e convinta a collaborare con la polizia.
Poi l'Unità contatta Katriona Tamin, detta Kat, una poliziotta esterna alla loro squadra e le chiedono di andare sotto copertura da Toby, fingendosi un'aspirante attrice con la complicità di Cindy. Kat accetta e ottiene un provino con Toby in una stanza d'albergo durante il quale il produttore tenta di violentarla, ma la squadra, che nel frattempo stava riprendendo tutto, interviene dalla stanza accanto e arresta Toby.
Il processo sarà difficile dato che Carisi è inesperto e Toby è protetto da molte amicizie influenti, ma il giorno dell'udienza preliminare decine di donne e ragazze si radunano davanti all'aula di tribunale, esponendo cartelli con la scritta Me too e con scritte in cui riportavano di essere state violentate da Sir Tobias Moore.
La più vicina alla porta dell'aula è Pilar che ringrazia personalmente Benson per averle creduto. 
Successivamente Dodds e Benson si ritrovano a un bar: Dodds informa Benson che verrà trasferito a dirigere il traffico per aver ordinato l'arresto di Toby senza l'autorizzazione della Procura, ma in cambio del suo esilio ha convinto i piani alti a nominare Benson capitano.
- Guest star: Ian McShane (Sir Tobias Moore), Jamie Gray Hyder (Katriona Tamin).

- Curiosità: prima apparizione dell'agente Katriona Tamin

## Un brutto ritorno a casa
- Titolo originale: The Darkest Journey Home
- Diretto da: Jean De Segonzac
- Scritto da: Julie Martin, Warren Leight

### Trama
Il capitano Benson aiuta una giovane ragazza a ricordare ciò che le è successo, dopo che lei afferma di essere stata stuprata. Inoltre il nuovo capo Garland impone alla squadra delle sedute psicologiche per lavorare al meglio.

## Giù nella cucina del diavolo
- Titolo originale: Down Low in Hell's Kitchen
- Diretto da: Timothy Busfield
- Scritto da: Lisa Takeuchi Cullen (soggetto), Julie Martin (soggetto), Warren Leight (soggetto), Monet Hurst-Mendoza (sceneggiatura), Brendan Feeney (sceneggiatura)

### Trama
La squadra dà la caccia ad uno stupratore seriale che agisce nel quartiere di Hell's Kitchen e prende di mira una categoria precisa, tutti i gay neri e non dichiarati. Tutta New York è nel panico e la squadra deve fare in modo che questi stupri si fermino, facendosi anche aiutare dal figlio di Tutuola, Ken. Una delle vittime ha pensato, però, di sfruttare la storia a fini pubblicitari per ottenere notorietà. Intanto, Benson scopre che Noah ha un certo interesse per la danza.
- Guest star: Curtis Armstrong (Robert Fischer), Ryan Buggle (Noah Porter-Benson), Ernest Waddell (Ken Randall).

## Il fardello delle nostre scelte
- Titolo originale: The Burden of Our Choices
- Diretto da: Martha Mitchell
- Scritto da: Warren Leight (soggetto), Julie Martin (sceneggiatura e storia), Micharne Cloughley (sceneggiatura)

### Trama
A New York arriva una ragazza dall'Ohio che vorrebbe abortire, ma i suoi genitori molto religiosi la cercano disperata per evitare ciò. La detective Rollins prende le difese della ragazza, infine il caso porterà a delle scoperte sconcertanti.
- Guest star: Charlotte Cabell & Vivian Cabell (Jesse Rollins).

## Mezzanotte a Manhattan
- Titolo originale: At Midnight in Manhattan
- Diretto da: Peter Werner
- Scritto da: Brianna Yellen (soggetto), Kathy Dobie (sceneggiatura), Micharne Cloughley (sceneggiatura)

### Trama
L'Unità vittime speciali indaga contemporaneamente su tre casi arrivati a mezzanotte da posti diversi. Il primo caso è una violenza domestica nel quartiere di Harlem, il secondo caso è una ragazza transessuale malmenata nell'area dei moli, e il terzo caso una molestia avvenuta a bordo di un taxi. Questa situazione caotica crea tensione all'interno della squadra, soprattutto tra la detective Rollins e il nuovo viceprocuratore Carisi.
- Guest star: Stephen C. Bradbury (Giudice Colin McNamara).

- Curiosità: l'agente Tamin entra a far parte della squadra e diventa un personaggio fisso del cast.

## Ucciso all'indirizzo sbagliato
- Titolo originale: Murdered at a Bad Address
- Diretto da: Micheal Smith
- Scritto da: Julie Martin (soggetto), Warren Leight (soggetto), Denis Hamill (soggetto e sceneggiatura)

### Trama
Un omicidio e lo stupro di una ragazza nelle case popolari sembrano nascondere una storia che emerge dal passato. Gli agenti dell'Unità vittime speciali si insospettiscono e indagano su tutti gli stupri irrisolti di New York presenti nel loro archivio. La squadra riesce a collegare dei vecchi casi risalenti a sedici anni prima a questo odierno. All'epoca il figlio di una vittima è stato spinto a confessare, ma qualcosa non quadra. Grazie alla collaborazione di Carlos Hernandez, un uomo che sta scontando ingiustamente la sua pena in carcere da sedici anni, individuano un sospettato, un manutentore che ha lavorato nelle case popolari all'epoca dei fatti di sangue. L'uomo rifiuta di fornire il suo DNA, ma grazie ad un oggetto lasciato nel cantiere viene identificato. Si tratta di uno stupratore seriale che è risuscito a farla franca per due decenni, ma ora sei vittime sono pronte a testimoniare contro di lui. Il fatto che il giudice che si è occupato dei casi all'epoca adesso soffra di una forte demenza senile complica le cose. Sul fronte personale Benson decide di rincontrare suo fratello, Simon Marsden, apparentemente cambiato, che ha espresso il desiderio di voler conoscere di persona suo nipote adottivo Noah, ma la attende una pessima notizia.
- Guest star: Micheal Weston (Simon Marsden), Tamara Tunie (Dottoressa Melinda Warner), Ryan Buggle (Noah Porter-Benson), Wentworth Miller (Assistente Procuratore Isaiah Holmes), Guillermo Díaz (Carlos Hernandez), Happy Anderson (Manutentore Tim Stanton).

## Avvocato, è Chinatown
- Titolo originale: Counselor, It's Chinatown
- Diretto da: Leslie Hope
- Scritto da: Julie Martin (soggetto), Warren Leight (soggetto), Lisa Takeuchi Cullen (sceneggiatura), Kathy Dobie (sceneggiatura)

### Trama
In numerosi centri massaggi gestiti da immigrati cinesi viene scoperta un'attività clandestina dove le donne sono costrette a prostituirsi. Le ragazze vengono fatte venire illegalmente dalla Cina e ricattate minacciando le loro famiglie nei rispettivi paesi di origine. La squadra indaga in particolare su un centro massaggi che risulta collegato al traffico di esseri umani dalla Cina. La responsabile del bordello, Christine "Mama" Chang, risiede da trenta anni negli Stati Uniti e sa bene come aggirare le leggi ormai. In aiuto della squadra interviene il sergente Joe Chin, un poliziotto cino-americano appartenente al NYPD specializzato in problemi con gli immigrati cinesi. La testimonianza di una ragazza cinese, Mei Mei Li, che è stata anche violentata sarebbe determinante per incastrare Mama Chang, ma la vittima è terrorizzata. Il caso infatti si complica quando anche i familiari dei testimoni vengono minacciati. 
- Guest star: Shuya Chang (Mei Mei Li), Nelson Lee (Sergente Joe Chin), Margaret Cho (Evelyn Lee), Michael Tow (Avvocato Difensore Josh Wang), Karen Tsen Lee (Christine "Mama" Chang).
- Curiosità: Il titolo è una citazione della celebre frase "Lascia stare, Jake. È Chinatown!" (riportata anche da Carisi nelle scene conclusive dell'episodio) tratta dal film Chinatown di Roman Polanski del 1974.
- Curiosità: l'attrice cinese Karen Tsen Lee è una veterana nei ruoli minori del franchise di Law & Order, ed ha interpretato otto diversi personaggi in quattro serie principali. Dal 2011 al 2016 ha anche ricoperto il ruolo ricorrente della dottoressa Susan Chung, tecnico specialista di laboratorio di analisi del DNA, in ulteriori nove episodi.

## Il sogno degli Elfi Meccanici
- Titolo originale: We Dream of Machine Elves
- Diretto da: Jonathan Herron
- Scritto da: Julie Martin (soggetto), Warren Leight (soggetto),Brendan Feeney (sceneggiatura), Monet Hurst-Mendoza (sceneggiatura)

### Trama
Diverse ragazze vengono trovate in stato confusionale, dovuto all'effetto di un allucinogeno. La detective Rollins va sotto copertura per scoprire cosa è successo realmente a queste ragazze. Olivia e la squadra scoprono che è tutto opera di un folle psichiatra che ha plagiato psicologicamente diversi ragazzi che induce a stuprare le ragazze da loro rapite drogandole con potenti allucinogeni in modo che non ricordino come sono andate realmente le cose. Il gruppo viene arrestato e l'uomo interrogato da Amanda rivela di aver fatto ciò per aiutare quei ragazzi a superare i loro problemi sociali e che anni prima aveva fatto rinchiudere la moglie in un ospedale psichiatrico in quanto troppo malata psicologicamente ingannando sua figlia anche lei succube del padre che le aveva fatto credere che la madre era morta. Dopo aver ammesso le sue colpe lo psichiatra ha un crollo psicologico e impazzisce del tutto a sua volta mettendosi a delirare cose senza senso. L'uomo viene successivamente condannato per i suoi crimini e mandato in prigione mentre la figlia dello psichiatra accompagnata da Olivia che le ha rivelato la verità va a trovare la madre nell'ospedale psichiatrico riunendosi con lei.  

## Non può essere dichiarato colpevole (1)
- Titolo originale: Can't be Held Accountable
- Diretto da: Norberto Barba
- Scritto da: Julie Martin (soggetto), Warren Leight (soggetto), Brianna Yellen (sceneggiatura)

### Trama
Un ex detective chiede aiuto alla squadra dopo che una delle figlie inizia a comportarsi in modo strano. L'Unità vittime speciali scopre che un magnate della moda, Steve Getz, l'ha attirata in quel mondo. Le indagini portano alla luce che dietro allo scintillante mondo della moda si nasconde un oscuro e sordido giro di prostituzione minorile che coinvolge anche giudici, avvocati e personalità in vista di New York. Intanto, Rollins discute con la psicoterapeuta dei suoi sentimenti per Carisi. 
- Guest star: Vincent Kartheiser (Steve Getz), Nicholas Turturro (detective Frank Bucci).
- Questo episodio è la prima parte di una storia in due puntate che si conclude con l'episodio successivo.

## Dev'essere ritenuto colpevole (2)
- Titolo originale: Must be Held Accountable
- Diretto da: Laurie Collyer
- Scritto da: Brianna Yellen (sceneggiatura), Denis Hamill (sceneggiatura), Warren Leight (soggetto), Julie Martin (soggetto)

### Trama
L'ex detective Frank Bucci, padre delle due ragazzine che il miliardario magnate della moda Getz ha adescato, decide che è ora di chiudere il caso a modo suo, facendo però degenerare la situazione e passando dalla parte dell'illegalità. Questa scelta ricade sull'Unità e, soprattutto, sulla detective Rollins, che si trova in pericolo.
- Guest star: Nicholas Turturro (detective Frank Bucci), Vincent Kartheiser (Steve Getz), Charlotte Cabell & Vivian Cabell (Jesse Rollins).
- Questo episodio è la seconda parte di una storia in due puntate che inizia con l'episodio precedente.

## Dipinge per vendetta
- Titolo originale: She Paints for Vengeance
- Diretto da: Mariska Hargitay
- Scritto da: Kathy Dobie, Julie Martin

### Trama
Una ragazza che lavora in un night-club denuncia uno stupro e, dopo mesi che nessuno ha svolto indagini, inizia a dipingere la sua storia per le strade di New York, accusando dello stupro uno sportivo molto popolare, Markeevious Ryan e la polizia che ha insabbiato la denuncia. La squadra decide di indagare più a fondo.
- Guest star: Wolè Parks (Markeevious Ryan).

## Una lunga notte di pioggia
- Titolo originale: The Longest Night of Rain
- Diretto da: Michael Smith
- Scritto da: Peter Blauner, Warren Leight

### Trama
Durante la festa di pensionamento del capitano Ed Tucker, in cui Olivia conosce la sua nuova moglie, Rachel Wilson, una ex detective ormai non più in servizio, irrompe nella sala e insulta il capitano e tutto il direttivo, dicendo che non si sono occupati di tutelarla. Successivamente Rachel si suicida nel parcheggio, accusando in un video testamento girato in macchina col cellulare i suoi superiori di stupro, ma senza fare dei nomi specifici. L'Unità vittime speciali è costretta ad indagare più a fondo dopo il suicidio di un altro poliziotto, il sergente Ralphie Morris, che è legato ai fatti avvenuti in passato. Olivia riceve intanto una notizia drammatica sullo stato di salute del suo ex fidanzato Ed, che purtroppo lo porterà ad una decisione drastica, non prima di aver collaborato con Olivia per risolvere il suo ultimo caso. 
- Guest star: Robert John Burke (capitano Edward Tucker), Holly Robinson Peete (ex agente Rachel Wilson) Michael Gaston (Gary Wald).
- Curiosità: Questo è l'ultimo episodio in cui è presente il capitano Edward Tucker. Il personaggio è presente fin dalla terza stagione ed è comparso in un totale di 30 episodi.

## Redenzione sul ring
- Titolo originale: Redemption in Her Corner
- Diretto da: Batan Silva
- Scritto da: Julie Martin (soggetto), Warren Leight (soggetto), Monet Hurst-Mendoza (sceneggiatura), Brianna Yellen (sceneggiatura)

### Trama
L'agente Tamin decide di indagare su una sua amica della palestra dopo averla vista insieme al coach in atteggiamenti sospetti. Il caso porterà a delle conseguenze e scoperte sconcertanti. Benson si rimette in contatto con l'ex-viceprocuratore Rafael Barba.

## Dammi un po' di amore in cambio
- Titolo originale: I Deserve Some Loving Too
- Diretto da: Jean de Segonzac
- Scritto da: Denis Hamill (soggetto e sceneggiatura), Warren Leight (soggetto), Julie Martin (soggetto)

### Trama
La detective Rollins va sotto copertura per indagare su un funzionario dell'immigrazione che é sospettato di rilasciare la Green Card in cambio di favori sessuali. La squadra verrà aiutata dal sergente Hasim Khaldun.
- Guest star: Ari'el Stachel (sergente Hasim Khaldun).

## Nuotando con gli squali
- Titolo originale: Swimming with the Sharks
- Diretto da: Martha Mitchell
- Scritto da: Lisa Takeuchi Cullen (soggetto e sceneggiatura), Warren Leight (soggetto), Julie Martin (soggetto)

### Trama
La fondatrice di un'azienda, la WeBWell, Luna Prasada, accusa un suo collaboratore di stupro. La squadra dovrà indagare anche sull'azienda e non solo sulla vittima.
- Guest star: Radha Mitchell (Luna Prasada), Samantha Mathis (Melanie Franks).

## Eterno sollievo dal dolore
- Titolo originale: Eternal Relief From Pain
- Diretto da: Jean de Segonzac
- Scritto da: Peter Blauner

### Trama
La sorella della detective Rollins, Kim, madre di un bambino di nome Mason, accusa un medico di scrivere prescrizioni false in cambio di favori sessuali. Questo crea diversi problemi nella Unità vittime speciali.
- Guest star: Lindsay Pulsipher (Kim Rollins), Charlotte Cabell & Vivian Cabell (Jesse Rollins).

## Balli, bugie e filmati
- Titolo originale: Dance, Lies and Video Tape
- Diretto da: Leslie Hope
- Scritto da: Brendan Feeney (soggetto e sceneggiatura), Warren Leight (soggetto), Julie Martin (soggetto), Micharne Cloughley (sceneggiatura)

### Trama
Una ballerina ha un rapporto sessuale con un ballerino e viene videoregistrata senza il suo consenso. Dopo che tutti i video diventano virali la squadra è costretta a scoprire chi c'è dietro. 
- Guest star: Ari'el Stachel (sergente Hasim Khaldun), John Waters (commerciante di video porno).

## Il battesimo del fuoco di Garland
- Titolo originale: Garland's Baptism by Fire
- Diretto da: Norberto Barba
- Scritto da: Cheryl L. Davis, Micharne Cloughley

### Trama
Il comandante Garland è costretto a mettere da parte l'amicizia quando il pastore della sua chiesa viene accusato di stupro da una ragazza.

## Equazioni con incognite
- Titolo originale: Solving for the Unknowns
- Diretto da: Christopher Misiano
- Scritto da: Brianna Yellen, Kathy Dobie

### Trama
Diverse ragazze vengono adescate al bar, il giorno dopo affermano di essere state stuprate ma non ricordano niente. La squadra sarà costretta ad indagare e allo stesso tempo cercare quale droga è stata usata. Inoltre la detective Rollins viene promossa a detective di secondo grado.

## Ciò che abbiamo da perdere
- Titolo originale: The Things we Have to Lose
- Diretto da: Juan José Campanella
- Scritto da: Warren Leight, Julie Martin

### Trama
Il processo contro Sir Tobias Moore inizia ma da subito ci sono dei problemi che il viceprocuratore Carisi dovrà risolvere, la squadra dovrà affrontare diversi intoppi riguardanti casi precedenti.